# Dobroslav (sídlo městského typu)
Dobroslav (ukrajinsky i rusky Доброслав) je sídlo městského typu v Oděské oblasti na Ukrajině. K roku 2022 v něm žilo bezmála sedm tisíc obyvatel.

## Poloha
Dobroslav leží mezi Kujalnyckým limanem (ústím Velykého Kujalnyku) a Tylihulským limanem ve vzdálenosti přibližně padesát kilometrů severovýchodně od Oděsy, správního střediska oblasti.

## Dějiny
Sídlo bylo založeno v roce 1802, od roku 1886 bylo vesnicí a do roku 1935 se nazývalo Antono-Kodynceve (Антоно-Кодинцеве). Pak se jmenovalo Kominternivske (Комінтернівське). Dne 14. července 2016 bylo v rámci dekomunizace Ukrajiny přejmenováno na Dobroslav.
Sídlem městského typu je od roku 1965.